# Tony Tun Tun

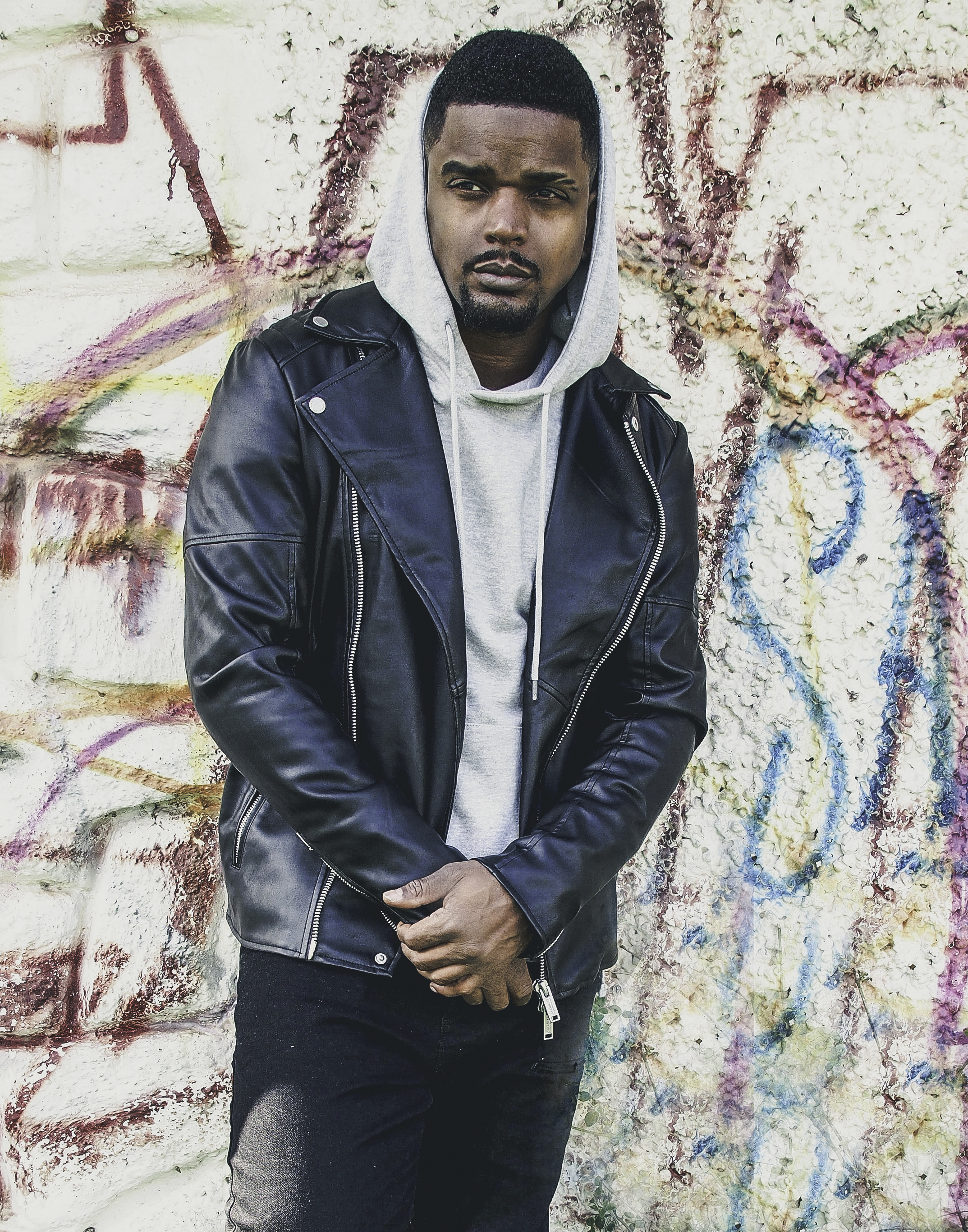
Tony Tun Tun

Tony Tun Tun (* 4. März 1977 in Carolina, Puerto Rico), bürgerlicher Name Juan Castro, ist ein puerto-ricanischer Merenguemusiker.

## Werdegang
Juan Castro begann an der Escuela Libre de Música eine musikalische Ausbildung und spielte dort in einem philharmonischen Orchester. Seine Karriere begann mit Engagements bei den Gruppen Víctor Roque y La Gran Manzana und Grupomanía, mit denen er vier Jahre zusammenarbeitete. Danach wechselte Castro als musikalischer Direktor zu der Gruppe von Chica Bomba. (bürgerlicher Name Ashley Colón) Später entwickelte er sich als Komponist für die Gruppen Karis weiter.  Er schrieb Hits wie „Manecumbé“ und „Quiero hacerte el amor“. Seine Songs „Por el caminito“, „Si tú te alejas“ und „Tu sonrisa“ wurden von Elvis Crespo und Grupo Mania gesungen. Mit dem Plattenlabel Cayman Records startete Tony Tun Tun eine Solokarriere mit „Caminando“ als Debütalbum. Titel wie „Fiebre“, „Solo te digo“, „Cuando la brisa llega“ und „Caminando“ wurden große Erfolge in der Merengueszene. Der Titel „Cuando acaba el placer“ wurde von der brasilianischen Pagodeband Só Prá Contrariar gecovert.

## Diskografie
- Caminando (1999)
- Con la Música por Dentro (2000)
- Afrodisíaco (2004)